# La Feixa (Alsamora)
La Feixa és una partida del terme de Sant Esteve de la Sarga, al Pallars Jussà, en el territori del poble d'Alsamora.
Està situada just al nord d'Alsamora, als peus –a migdia– de la Serra d'Alsamora i a la dreta del barranc del Solà, rere el cementiri del poble.